# Colegiul Național „Mircea cel Bătrân” din Râmnicu Vâlcea
Colegiul Național „Mircea cel Bătrân” din Râmnicu Vâlcea este o instituție de învățământ secundar superior, cu profil teoretic, situată în municipiul Râmnicu Vâlcea, județul Vâlcea, România. Fondat în anul 1915 ca institut particular pentru fete, liceul a evoluat prin diverse etape educaționale, fiind desemnat Colegiu Național în anul 1999, prin ordin al Ministerului Educației.
În prezent, instituția oferă programe de studiu pe profiluri real (matematică-informatică, științele naturii) și umanist (științe sociale), precum și o secție sportivă. Colegiul este implicat în proiecte europene de tip Erasmus+, iar în 2019 a primit distincția de Școală Europeană, clasându-se pe locul 11 la nivel național.

## Istoric și evoluție instituțională

### Perioada de început (1915–1948)
Colegiul își are originea în anul 1915, când s-a înființat Institutul modern de domnișoare „Zoe Bulat”, cu clasele I–V. Instituția a fost recunoscută oficial de Ministerul Instrucțiunii Publice prin Ordinul nr. 32.686/1915. În anul 1920, unitatea devine școală secundară de fete, iar din 1929 funcționează ca liceu de fete cu durata de 8 ani. În perioada interbelică, instituția a primit o clădire proiectată în stil brâncovenesc, aparținând arhitectului Antonio Copetti, conform datelor oferite în sursele istorice ale școlii.

### Transformări în regimul comunist (1948–1989)
Reforma educației din 1948 a dus la reorganizarea unității ca școală medie de fete, cu durata de 11 ani. Începând cu anul școlar 1956–1957, școala devine mixtă, conducerea fiind asigurată de Ionică Georgescu (director) și Vasile Roman (adjunct). Din 1961 funcționează cu profil real (fizică), integrând clase de gimnaziu provenite de la Școala Generală nr. 3.     În 1970, instituția este redenumită „Liceul de Matematică-Fizică Vasile Roaită”, iar în 1982 devine „Liceul Industrial nr. 7”.

### Revenirea la profil teoretic și consacrarea (1990–prezent)
După 1990, școala revine la denumirea „Liceul Teoretic Mircea cel Bătrân”, iar din 1999 primește titulatura de Colegiu Național, prin Ordinul Ministrului Educației Naționale nr. 4942/1999. În 1991, Instituția funcționează cu 76 de clase și 2.248 de elevi (inclusiv primar, gimnaziu, liceu și seral),

### '''Centenarul instituției'''
În 2015, unitatea a sărbătorit 100 de ani de existență prin activități culturale și educative, inclusiv o lecție publică de istorie desfășurată în aer liber, cu participarea elevilor costumați în stilul epocii.

## Activitate educațională
Colegiul oferă clase cu profiluri variate, organizate pe domenii de studiu precum: 
- Științe exacte (matematică-informatică, cu sau fără intensiv);

- Științele naturii (cu opțiune „Științe ale Naturii – bilingv engleză”);

- Științe sociale;
- Profil sportiv;

Aceste specializări permit elevilor să urmeze trasee educaționale adaptate aptitudinilor și intereselor proprii.

#### Rezultate la olimpiade și concursuri
- În martie 2018, un grup de 11 elevi ai colegiului s-au calificat la etapele naționale ale Olimpiadelor de Informatică și Chimie.[7]

- În 2018, doi elevi s-au calificat la etapa națională a Olimpiadei de Geografie.[8]

- Recent, o echipă a câștigat locul I la Olimpiada Națională a Sportului Școlar cu echipa de volei masculin a Colegiului Național „Mircea cel Bătrân”[9]

- Concursul Mathematica–Modus Vivendi (ediția a XX‑a, 2025): colegiul apare menționat la capitolul „Rezultate finale” [10]
- Info‑Oltenia (concurs interjudețean de informatică, 2020): s-a desfășurat în Colegiul Național „Mircea cel Bătrân”.[10]

#### Proiecte și parteneriate internaționale
- Colegiul are finanțare continuă din programe Erasmus+ (2023‑2024), derulând proiecte precum „Innovative Technologies For Future Generations” pentru elevi informaticieni și stagiari de formare continuă.[11]
- Proiect Erasmus+ 2024-1-RO01-KA121-VET-000219204 “Innovative Technologies For Future Generations”[10]

- Profesori și elevi au participat la mobilități Erasmus în Turcia, prin acreditare pe școala‑cadru.[12][13]

- Conform administrației locale, aproape toți angajații colegiului au beneficiat de formare în cadrul acestor programe.

#### Activități extrașcolare și culturale
- Funcționează cluburi de robotică, dezbateri, teatru, voluntariat și competiții de limbă străină.[14]

- Elevii participă la evenimente precum „Noaptea Cercetătorilor”, concursuri de lectură și inițiative civice, toate promovate de pagina oficială a colegiului.
- În anul 2015, colegiul a marcat un secol de existență printr-o serie de evenimente cultural-educative, între care s-a remarcat o lecție publică de istorie desfășurată în aer liber, cu participarea unor elevi costumați în stilul epocii.[15]

- Organizare de activități culturale: Grupul artistic „Agapae” (2023), cercetașii locali (Centrul Local „Mircea cel Bătrân”) și participare la concursuri Eustory[16]

## Infrastructură
- În decembrie 2019 (proiect început în 2018), în curtea colegiului a fost amplasat un bust în bronz al domnitorului Mircea cel Bătrân, sculptat de Ivan Jinaru, inițiativă susținută de Primăria Municipiului Râmnicu Vâlcea și recitalată în presa locală [17]
- În 2023, colegiul a dezvoltat SMART LAB (cod F‑PNRR‑SmartLabs‑2023‑1128), un laborator avansat finanțat prin PNRR.[18]

- În perioada 2023–2024, sala de sport a colegiului a beneficiat de o modernizare completă, devenind una dintre cele mai bine dotate din municipiul Râmnicu Vâlcea, având parchet, vestiare, dușuri și grupuri sanitare, conform surselor oficiale.[19]

## Recunoaștere și distincții
Din anii 2010, unitatea de învățământ a devenit partener activ în multiple inițiative internaționale prin programele Erasmus+, cadrele didactice fiind trimise la cursuri de perfecționare desfășurate în state membre ale Uniunii Europene.
Datorită rezultatelor obținute de elevii colegiului în anul școlar 2018-2019, în data de 4 iunie 2019, Colegiul Național "Mircea cel Bătrân" primește distincția de Școală Europeană, pentru performanțele deosebite în activitatea de cooperare europeană și pentru contribuțiile aduse la promovarea și dezvoltarea dimensiunii europene a educației. La nivel național, 87 de instituții de învățământ au primit în 2019 titlul de Școală Europeană, Colegiul Național "Mircea cel Bătrân" fiind clasat pe locul 11.

## Directori[21]
| 1920 – 1921 | Constantin Stănciulescu | 1978 – 1980 | Ion Bratu          | 2002 – 2003    | Elena Dumitrașcu     |
| 1921 – 1926 | Anastasia Penescu       | 1980 – 1982 | Vasile Roman       | 2003 – 2005    | Simona Pozinarea     |
| 1926 – 1927 | Elena Capitanovici      | 1982 – 1984 | Silvestru Dogăroiu | 2005 – 2010    | Cătălin Pană         |
| 1927 – 1945 | Anastasia Penescu       | 1984 – 1987 | Gheorghe Simeanu   | 2010 – 2012    | Cristina-Ioana Goran |
| 1945 – 1946 | Valeria Săndulescu      | 1987 – 1990 | Silvestru Dogăroiu | 2012 – 2015    | Cătălin Pană         |
| 1946 – 1950 | Elena Marinovici        | 1990 – 1992 | Constantin Beniog  | 2015 – 2016    | Elena Drăgan         |
| 1950 – 1956 | Maria Iliescu           | 1992 – 1994 | Ion Popovici       | 2016 – 2017    | Florin Smeureanu     |
| 1956 – 1958 | Ioana Georgescu         | 1994 – 1997 | Ion Bratu          | 2017 – 2020    | Cătălin Pană         |
| 1958 – 1961 | Ilie Chiriță            | 1997 – 2001 | Ion Popovici       | 2020 – prezent | Elena Drăgan         |
| 1961 – 1978 | Gheorghe Negoiță        | 2001 – 2002 | Gheorghe Colțan    |                |                      |

## Absolvenți notabili[3]
- - Romeo Rădulescu (Primar municipiul Râmnicu Vâlcea).
  - Radu Berceanu (maestru al sportului, inginer aeronave, parlamentar).
  - Cornelia Roman (medic chirurg cardiolog în SUA, a lucrat în echipa cu Prof. Univ. dr. Pop D. Popa)
  - Popescu Romulus (arhitect și profesor universitar la Facultatea de Arhitectură)
  - Daniel Medvedov (arhitect Institutul de Arhitectură New York)
  - Dan Marinescu (inginer automatică SUA)
  - Simona Bratu (medic SUA)
  - Claudia Roman (cercetător Los Angeles)
  - Ileana Comănescu (cercetător la Institutul de Lingvistică București)
  - Elena Marinescu Sorca (doctor inginer, cercetător științific Institutul Agronomic București)
  - Laurențiu Dumănoiu (absolvent Academia de Studii Economice București,  maestru emerit al sportului),
  - Ioana Liteanu (inginer constructor, componenta a lotului național de volei,  participantă la Olimpiada din 1980,  Moscova).
  - Ionela Tîrlea -  (multiplă campioană mondială și europeană la atletism) descoperită și antrenată de profesoara Viorica Enescu.
  - Ionuț Alexandru Budișteanu - informatician, inventator și ambasador al turismului românesc.
  - Alin Alexandru Firfirică - In 2015 și 2019 a fost numit cel mai bun atlet român al anului de către Federația Română de Atletism.
  - Bogdan-Daniel Deac - mare maestru la șah, în iunie 2016, la vârsta de 14 ani, devenind cel mai tânăr mare maestru din România în acel moment.
  - Gabriel Voicu - Campion Balcanic la atletism, proba de 800 m, în anul 2018, 2019 și 2020.
  - Dumitru Găleșanu - (scriitor și poet-filosof postmodern).